# «Весёлые» каникулы
«„Весёлые“ каникулы» (оригинальные названия — англ. Get the Gringo и How I Spent My Summer Vacation) — криминальный боевик Адриана Грюнберга. Релиз состоялся 22 марта (Россия) и 1 мая (США) 2012 года.

## Сюжет
Мел Гибсон играет преступника, укравшего вместе с напарником 4 млн долл.
Фильм начинается со сцены преследования автомобиля американскими полицейскими, причем оба грабителя одеты клоунами. В попытке спастись главный герой таранит забор и оказывается на территории Мексики, где его с напарником «принимают» мексиканские полицейские. Увидев в машине деньги, полицейские решают не отдавать преступников американским полицейским и забрать деньги себе.
Напарник главного героя погибает, а сам он оказывается в мексиканской тюрьме, где и разворачивается основное действие картины. В тюрьме царят вполне демократические порядки — можно носить оружие и употреблять героин. Также есть традиция брать у новичков кровь, дабы найти донора для спасения печени местного авторитета по имени Хави (Даниэль Качо Хименес).
Хави заправляет в тюрьме вместе со своим братом Васкесом (Марио Сарагоса) и кузеном Каракасом (Хиесус Очоа). При этом у него слабая печень, которую требуется заменить.
В ходе фильма выясняется, что Хави уже пересаживал себе печень отца мальчика (Кевин Эрнандес), а следующим идеальным донором является сын. Хави пытается найти другого донора, но тщетно — у десятилетнего мальчика очень редкая группа крови. Из-за своей печени мальчик имеет в тюрьме статус «неприкасаемого».
Герой Гибсона, которого в фильме называют просто Гринго, подружился с мальчиком и его матерью (Долорес Эредия), он обещает ребёнку помочь убить Хави.
Тем временем представитель американского посольства (Питер Джерети) находит мексиканских полицейских, которые забрали деньги Гринго, и «сдаёт» их американским бандитам, которых отправил на розыск пропавших миллионов некто Фрэнк (Петер Стромаре). Узнав об этом, Гринго «сдаёт» тех же полицейских Хави, так что пропавшие деньги оказываются в тюрьме, причём выясняется, что их не 4, а 1,7 млн долл. (было 2 млн, но полицейские «просадили» 300 тыс. на новые машины и проституток).
В тюрьме происходит перестрелка с участием трех новых киллеров, которых отправил Фрэнк, после чего действие картины резко ускоряется.
Гринго предлагает Хави выпустить его на свободу, чтобы он мог убить Фрэнка, и тот соглашается. Герой Мела Гибсона устраняет Фрэнка и его поверенного в делах, взорвав их прямо в офисе крупного судостроителя Томаса Кауфмана (Боб Гантон).
Вернувшись в Мексику, Гринго узнаёт от представителя американского посольства, что правительство приняло решение закрыть тюрьму, и что Хави будет делать себе пересадку печени прямо в день штурма. Пробравшись на территорию тюрьмы, Гринго спасает мальчика и его маму, вывезя обоих в машине скорой помощи. При этом он также успевает забрать сумки со своими деньгами из офиса Хави.
Фильм заканчивается хэппи-эндом для героя Мела Гибсона. Разыскав на штраф-стоянке свою машину, он разрезает болгаркой багажник и достаёт оттуда ещё 2 сумки с деньгами. В финале герой отдыхает на пляже вместе со своей новой мексиканской семьёй.
Также в финале показывают сцену, в которой двое киллеров по приказу мистера Кауфмана убивают бывшего напарника Гринго по имени Реджинальд Т. Барнс (Джей Джей Перри), который когда-то давно упёк его в американскую тюрьму и стал жить с его женой. Дело в том, что Гринго назвался фамилией своего бывшего напарника при общении с Кауфманом.

## В ролях
- Мел Гибсон — Гринго
- Петер Стормаре — Фрэнк
- Дин Норрис — Билл
- Кевин Эрнандес — мальчик
- Долорес Эредия — мать мальчика
- Боб Гантон — мистер Кауфман
- Скотт Коэн — адвокат Фрэнка
- Аарон Коэн — убийца
- Патрик Бошо — хирург
- Стефани Лемелин — секретарь адвоката Фрэнка
- Даниэль Хименес Качо — Хави

## Создание
Сценарий фильма был написан Мелом Гибсоном, также выступившим его продюсером вместе со Стейси Перски.
Картина является режиссёрским дебютом Адриана Грюнберга, который до этого выступал только в качестве первого помощника режиссёров (в частности, во время съёмок фильма «Апокалипсис»).
Съёмки картины стартовали в марте 2010 года в городах Сан-Диего и Веракрус; кроме этих мест, кинематографисты снимали в тюрьме «Игнасио Альенде», причём в массовке фильма снимались настоящие зэки.
Оператором выступил Бенуа Деби.
Обозреватель газеты «КоммерсантЪ» Лидия Маслова в рецензии «Гринго стар» отмечает, что сюжет фильма чем-то напоминает «Расплату» (тоже с Мэлом Гибсоном в главной роли).
Сценарий фильма лишён конкретики в части имён главных героев. Мальчика по ходу фильма называют просто «Мальчиком», главного героя — «Гринго» (он называет ещё несколько вымышленных имён), мать мальчика также не имеет имени.

## Прокат

### Американская модель
31 января 2012 года стало известно о том, что Icon Productions заключила беспрецедентный контракт с 20th Century Fox Home Entertainment, по которому релиз фильма минует кинотеатры и выйдет только на кабельном телевидении.
1 мая 2012 года фильм становится доступным к просмотру через спутниковую систему VoD DirecTV за 10,99 $. Эксклюзивные права на картину у этой компании будут лишь месяц, и с начала лета она станет доступна другим сервисам VoD. После этого состоится релиз на Blu-ray и открытие доступа к цифровому скачиванию.

### Россия
Несмотря на эксперимент в Северной Америке, в ряде стран (включая Австралию и Россию) фильм вышел в кинотеатральный прокат. Дистрибьютором картины в России стала фирма «Вест». Сначала релиз был назначен на 8 марта 2012 года, но позже он был перенесён на 22 марта.

## Маркетинг
Премьера фильма состоялась в городе Остин, её провёл основатель сайта Ain’t It Cool News Гарри Ноулз. После показа состоялось обсуждение фильма с Мэлом Гибсоном и Адамом Грюнбергом. Трансляция фильма и постпремьерная дискуссия осуществлялась напрямую в дома подписчиков DirecTV.

## Сборы
В России фильм вышел в количестве 217 копий и за первую неделю проката собрал 12 млн рублей (412 000 $). Во вторую неделю картина собрала 6 млн рублей, доведя сборы фильма до 22,75 млн рублей (778 000 $).